# Президентские выборы в Косове (2008)
Президентские выборы в Косове состоялись 9 января 2008 года. Хоть и не были запланированы на 2008 год, вопрос выбора президента в Ассамблее Косово был поднят, после технической отставки Фатмира Сейдиу.
Фактический срок Фатмира Сейдиу должен был заканчиться в 2009 году, но в соответствии договором коалиции, что его партия — Демократическая лига Косово (ДЛК), подпишет контракт с Демократической партией Косово (ДПК), ведущей партией в парламенте, затем, он согласился «повторно узаконить» своё положение. Его отставка была единственным практическим способом, чтобы закончить свой срок, и, таким образом, поступив так, он дал себе возможность быть выбранным на новый срок. Конституция Республики Косово не содержит никаких положений, относительно ограничения срока или неспособности отправить президента в отставку.
Два кандидата Фатмир Сейдиу и Наим Малоку из Альянса за будущее Косово (АБК) получили голоса, распределённые следующим образом:
- Первый раунд: 62 и 37 соответственно
- Второй раунд: 61 и 37 соответственно
- Третий раунд: Фатмир Сейдиу был избран после получения 68 голосов.

## Результаты
| Кандидат                     | Партия                       | Первый тур | Первый тур | Второй тур | Второй тур | Третий тур | Третий тур |
| Кандидат                     | Партия                       | Голосов    | %          | Голосов    | %          | Голосов    | %          |
| ---------------------------- | ---------------------------- | ---------- | ---------- | ---------- | ---------- | ---------- | ---------- |
| Фатмир Сейдиу                | Демократическая лига Косова  | 62         | 62,3       | 61         | 62,2       | 68         | 68,6       |
| Наим Малоку                  | Альянс за будущее Косова     | 37         | 37,3       | 37         | 37,3       | 31         | 31,3       |
| Всего                        | Всего                        | 99         | 82         | 99         | 82         | 99         | 82         |
| Зарегистрировано избирателей | Зарегистрировано избирателей | 120        | 67,5       | 120        | 67,5       | 120        | 67,5       |